# Майрик, Сью
Сью Майрик (англ. Sue Myrick) — государственный и политический деятель Соединённых Штатов Америки. Член Республиканской партии США, с 1987 по 1991 год являлась мэром Шарлотта.

## Биография
Родилась 1 августа 1941 года в Тиффине, штат Огайо. Окончила среднюю школу в Порт-Клинтоне, округ Оттава, штат Огайо. Обучалась в Хейдельбергском университете в Тиффине, округ Сенека, штат Огайо. Работала учителем в воскресной школе, затем занималась рекламой и работой в области общественных связей. Сью Майрик бывший президент и главный исполнительный директор Myrick Advertising and Public Relations и Myrick Enterprises.
В 1981 году Сью Майрик стала членом Городского совета Шарлотта. В 1983 году она была переизбрана в Городской совет Шарлотта и проработала там до 1985 года. В 1987 году она стала первой в истории женщиной-мэром Шарлотта. В 1989 году Сью Майрик была переизбрана на пост мэра Шарлотта, затем она призналась, что завязала отношения с мужем в 1973 году, когда он был женат на другой женщине. В 1992 году она участвовала в выборах в Сенате США, но потерпела поражение на внутрипартийных выборах.
В 1994 году Сью Майрик смогла одолеть на выборах Алекса МакМиллана и стала членом Палаты представителей США от 9-го избирательного округа  Северной Каролины. В дальнейшем она несколько раз переизбиралась на эту должность с большим отрывом от других кандидатов. 7 февраля 2012 года она объявила, что увольняется из Палаты представителей США.
Сью Майрик была одним из самых консервативных членов Палаты представителей. Сама пострадав от раковой опухоли, она активно выступала в Палате представителей за возможность расширенного лечения по страховке для больных раком молочной железы. В 2006 году она письменно выразила протест президенту США Джорджу Бушу насчет продажи 6 портов на Восточном побережье США эмиратской компании DP World.